# Silver Creek Ranger Station
La Silver Creek Ranger Station – ou Silver Creek Guard Station – est une station de rangers du comté de Pierce, dans l'État de Washington, aux États-Unis. Protégée au sein de la forêt nationale du mont Baker-Snoqualmie, elle est inscrite au Registre national des lieux historiques depuis le 7 juin 1991. Elle accueille un office de tourisme, le Silver Creek Visitor Information Center.